# Susanna Enrichetta di Lorena
Susanna Enrichetta di Lorena (1º febbraio 1686 – Parigi, 19 ottobre 1710) fu un membro del Casato di Lorena e fu duchessa di Mantova e Monferrato per matrimonio. Suo marito Ferdinando Carlo Gonzaga fu l'ultimo Gonzaga a capo del Ducato di Mantova.

## Biografia
Susanna Enrichetta era la penultima figlia di Carlo di Lorena, Duca d'Elbeuf e della sua terza moglie Françoise de Navailles. I suoi due fratellastri maggiori, Henri ed Emmanuel Maurice furono successivamente Duchi d'Elbeuf. In quanto membro del casato di Lorena, era designata con il titolo di Altezza e qualche volta chiamata "Principessa Susanna Enrichetta".
Ferdinando Carlo Gonzaga, Duca di Mantova e Monferrato chiese la sua mano poiché era membro della casa ducale. Si sposarono a Milano l'8 novembre 1704 e la sposa fu accompagnata da sua nonna Caterina Enrichetta di Borbone. Ai francesi, suo marito era noto come Charles de Gonzague.
Il Principe di Condé (figlio de Le Grand Condé) aveva proposto sua figlia Maria Anna, Mademoiselle de Montmorency come moglie di Ferdinando Carlo Gonzaga, che aveva perso la sua prima moglie Anna Isabella Gonzaga (e sua prima cugina) nell'agosto 1703 ed era senza figli. Ferdinando tuttavia aveva dei figli illegittimi dalla sua amante Eleonora Parma, una linea che si estinse a metà del XVIII secolo e che non era in grado di ereditare Mantova.
Il marito morì quattro anni dopo le nozze, il 5 luglio 1708, lasciandola vedova ad appena 22 anni. Susanna Enrichetta, ritornata in Francia, fu coinvolta in un procedimento legale tra il Duca di Lorena e la Principessa di Condé riguardo all'eredità della fortuna dei Guisa. Residente a Parigi, morì lì nel 1710 all'età di 24 anni. Fu sepolta nella chiesa del convento dei Giacobini a Parigi, nella cripta di suo nonno, il maréchal de Navailles. Saint-Simon disse di lei che era morta dopo una lunga malattia nel fiore degli anni e considerò che fosse stata una bellezza del suo tempo. Disse anche che il suo "bizzarro" matrimonio era stata la causa della sua vita triste.

## La mummia di Passerino Bonacolsi

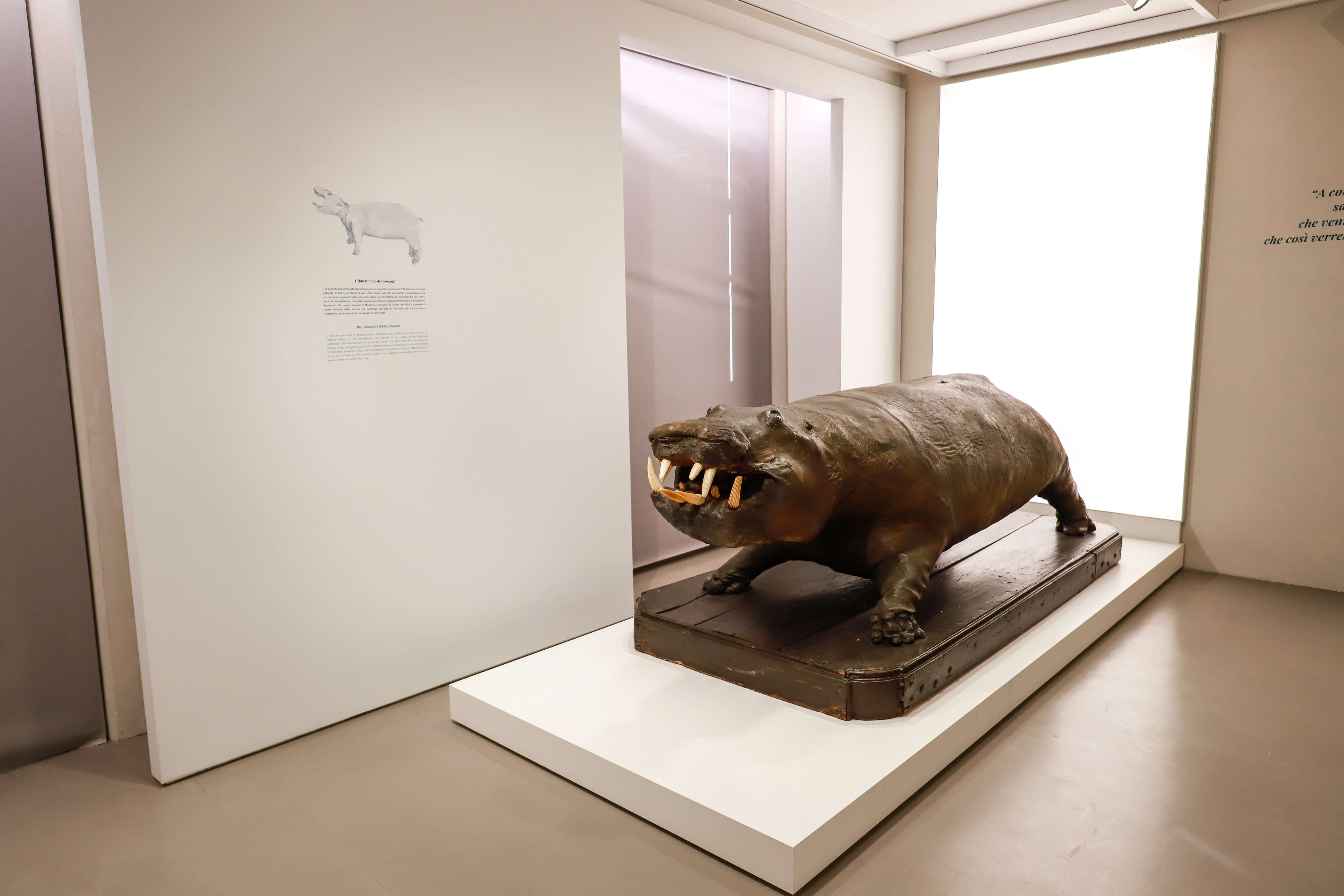
Kosmos, Pavia, ippopotamo proveniente dalla Celeste Galeria dei Gonzaga, sul quale era collocato (a cavallo dell'animale) il corpo mummificato di Passerino dei Bonacolsi.

Dopo la presa del potere dei Gonzaga nel 1328 Rinaldo Bonacolsi detto Passerino fu ferito a morte. Stando ad un racconto del 1626 di un viaggiatore e naturalista tedesco, Joseph Fürttenbach, Passerino, a cavallo di un ippopotamo, sarebbe stato mummificato ed esposto come talismano nelle sale del Palazzo Ducale. La leggenda vuole che a disfarsi della mummia di Passerino fu l'ultima duchessa di Mantova la quale, stanca dell'inquietante spoglia, fece gettare il corpo nelle acque del lago. Si avverò la profezia di una maga che previde la perdita del potere a chi si sarebbe sbarazzato della mummia: i Gonzaga caddero alcuni anni dopo, nel 1708.

## Titoli, appellativi, onorificenze e stemma

### Titoli ed appellativi
- 1º febbraio 1686 – 8 novembre 1704: Sua Altezza Principessa Susanna Enrichetta di Lorena.
- 8 novembre 1704 – 5 luglio 1708: Sua Altezza la Duchessa di Mantova.
- 5 luglio 1708 – 19 ottobre 1710: Sua Altezza la Duchessa Vedova di Mantova.

## Ascendenza
|                                         |                     |                              | Genitori                           |  |  | Nonni |  |  | Bisnonni           |  |  | Trisnonni        |  |
|                                         |                     |                              |                                    |  |  |       |  |  | Charles I d'Elbeuf |  |  | René II d'Elbeuf |  |
|                                         |                     |                              |                                    |  |  |       |  |  | Charles I d'Elbeuf |  |  | René II d'Elbeuf |  |
|                                         |                     | Louise de Rieux              |                                    |  |  |       |  |  | Charles I d'Elbeuf |  |  |                  |  |
| Charles II d'Elbeuf                     |                     |                              |                                    |  |  |       |  |  | Charles I d'Elbeuf |  |  |                  |  |
|                                         |                     | Marguerite de Chabot         | Léonor de Chabot                   |  |  |       |  |  |                    |  |  |                  |  |
|                                         |                     | Marguerite de Chabot         | Léonor de Chabot                   |  |  |       |  |  |                    |  |  |                  |  |
|                                         |                     | Marguerite de Chabot         | Jeanne de Rye                      |  |  |       |  |  |                    |  |  |                  |  |
| Charles III d'Elbeuf                    |                     | Marguerite de Chabot         |                                    |  |  |       |  |  |                    |  |  |                  |  |
|                                         |                     | Henri IV de France           | Antoine de Bourbon-Vendôme         |  |  |       |  |  |                    |  |  |                  |  |
|                                         |                     | Henri IV de France           | Antoine de Bourbon-Vendôme         |  |  |       |  |  |                    |  |  |                  |  |
|                                         |                     | Henri IV de France           | Jeanne III de Navarre              |  |  |       |  |  |                    |  |  |                  |  |
| Catherine-Henriette de Bourbon          |                     | Henri IV de France           |                                    |  |  |       |  |  |                    |  |  |                  |  |
|                                         |                     | Gabrielle d'Estrées          | Antoine d'Estrées                  |  |  |       |  |  |                    |  |  |                  |  |
|                                         |                     | Gabrielle d'Estrées          | Antoine d'Estrées                  |  |  |       |  |  |                    |  |  |                  |  |
|                                         |                     | Gabrielle d'Estrées          | Françoise Babou de La Bourdaisière |  |  |       |  |  |                    |  |  |                  |  |
| Suzanne Henriette de Lorraine           |                     | Gabrielle d'Estrées          |                                    |  |  |       |  |  |                    |  |  |                  |  |
|                                         | Philippe de Montaut | Bernard de Montaut           |                                    |  |  |       |  |  |                    |  |  |                  |  |
|                                         | Philippe de Montaut | Bernard de Montaut           |                                    |  |  |       |  |  |                    |  |  |                  |  |
|                                         | Philippe de Montaut | Tabitha de Gabaston          |                                    |  |  |       |  |  |                    |  |  |                  |  |
| Philippe de Montaut-Bénac de Navailles  | Philippe de Montaut |                              |                                    |  |  |       |  |  |                    |  |  |                  |  |
|                                         |                     | Judith de Gontaut            | Hélie de Gontaut                   |  |  |       |  |  |                    |  |  |                  |  |
|                                         |                     | Judith de Gontaut            | Hélie de Gontaut                   |  |  |       |  |  |                    |  |  |                  |  |
|                                         |                     | Judith de Gontaut            | Jacqueline de Bethune              |  |  |       |  |  |                    |  |  |                  |  |
| Françoise de Montaut-Bénac de Navailles |                     | Judith de Gontaut            |                                    |  |  |       |  |  |                    |  |  |                  |  |
|                                         |                     | Charles de Beaudéan-Parabère | …                                  |  |  |       |  |  |                    |  |  |                  |  |
|                                         |                     | Charles de Beaudéan-Parabère | …                                  |  |  |       |  |  |                    |  |  |                  |  |
|                                         |                     | Charles de Beaudéan-Parabère | …                                  |  |  |       |  |  |                    |  |  |                  |  |
| Suzanne de Beaudéan-Parabère            |                     | Charles de Beaudéan-Parabère |                                    |  |  |       |  |  |                    |  |  |                  |  |
|                                         |                     | …                            | …                                  |  |  |       |  |  |                    |  |  |                  |  |
|                                         |                     | …                            | …                                  |  |  |       |  |  |                    |  |  |                  |  |
|                                         |                     | …                            | …                                  |  |  |       |  |  |                    |  |  |                  |  |
|                                         |                     | …                            |                                    |  |  |       |  |  |                    |  |  |                  |  |